# Alain Landier
Pour les articles homonymes, voir Landier (homonymie).
Alain Landier ou les extraordinaires aventures d'Alain Landier est une série de bande dessinée créée par Albert Weinberg et publiée dans Tintin de 1962 à 1970. Alain Landier est médecin, explorateur et ethnologue.

## Historique
Albert Weinberg crée cette série en 1962, en parallèle à la série Dan Cooper. Alain Landier est un scientifique à l'affût d'indices sur les civilisations disparues, sur lesquelles il a des théories personnelles qu'il cherche à étayer.
Weinberg profite des aventures de ce personnage pour s'exprimer sur le paranormal, qui le passionne.

## Publication
Les aventures d'Alain Landier sont publiées dans Tintin sous forme de récits complets, presque tous de 4 pages.
Le premier récit est publié en février 1962 dans l'édition belge, en mars suivant dans l'édition française. Le dernier est publié en janvier 1970 dans les deux éditions.
Les aventures d'Alain Landier sont publiées en albums en 2000 et 2001, par les éditions Loup.

## Albums
- Les extraordinaires aventures d'Alain Landier, volume 1, éditions Loup, 2000  (ISBN 2930283149 et 978-2-930283-14-2).
- Les extraordinaires aventures d'Alain Landier, volume 2, éditions Loup, 2001  (ISBN 2930283254 et 978-2930283258).
- Les extraordinaires aventures d'Alain Landier, volume 3, éditions Loup, 2001.